# Caféiculture en Tanzanie

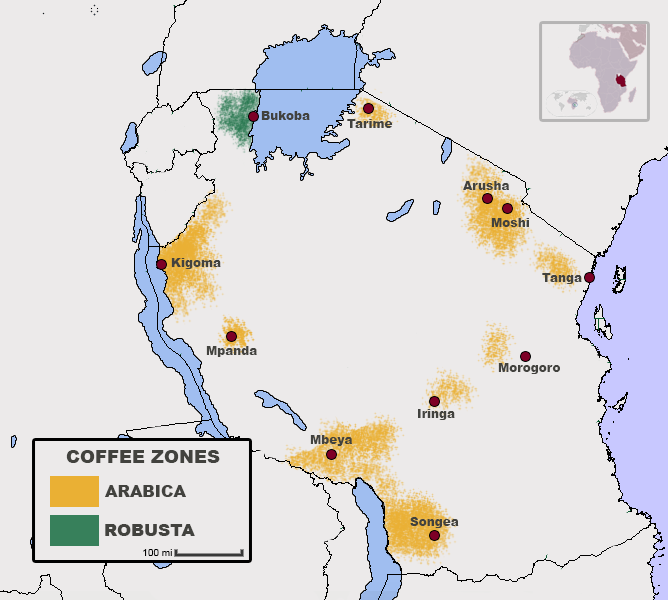
Caféiculture en Tanzanie par variété.

La caféiculture en Tanzanie est un aspect important de son économie car c'est une importante culture d'exportation du pays. La production de café est, en moyenne, comprise entre 30 et 40 000 tonnes chaque année, dont environ 70 % de la variété Arabica et 30 % de Robusta. Les principales régions de culture de l'Arabica sont le nord du Kilimandjaro, la région de Mbeya, les Matengo Highlands, Mbinga, les monts Usambara, la région d'Iringa, la région de Morogoro, celle de Kigoma et Ngara. La principale région de culture du Robusta est Bukoba, dans la région de la Kagera. Deux nouvelles espèces ont été trouvées récemment en Tanzanie dans les montagnes de l'Arc Oriental, Coffea bridsoniae et C. kihansiensis. La période de récolte est traditionnellement d'octobre à février. Quatre-vingt-dix pour cent des exploitations sont de petite taille.
Avant 1990, le State Coffee board et le syndicat des coopératives étaient responsables de la commercialisation du café. Les réformes de 1990 et de 1994-1995 affectèrent les prix à l'exportation. La maladie de la flétrissure du café est apparue en 1997, se propageant rapidement et causant de graves pertes.

## Histoire

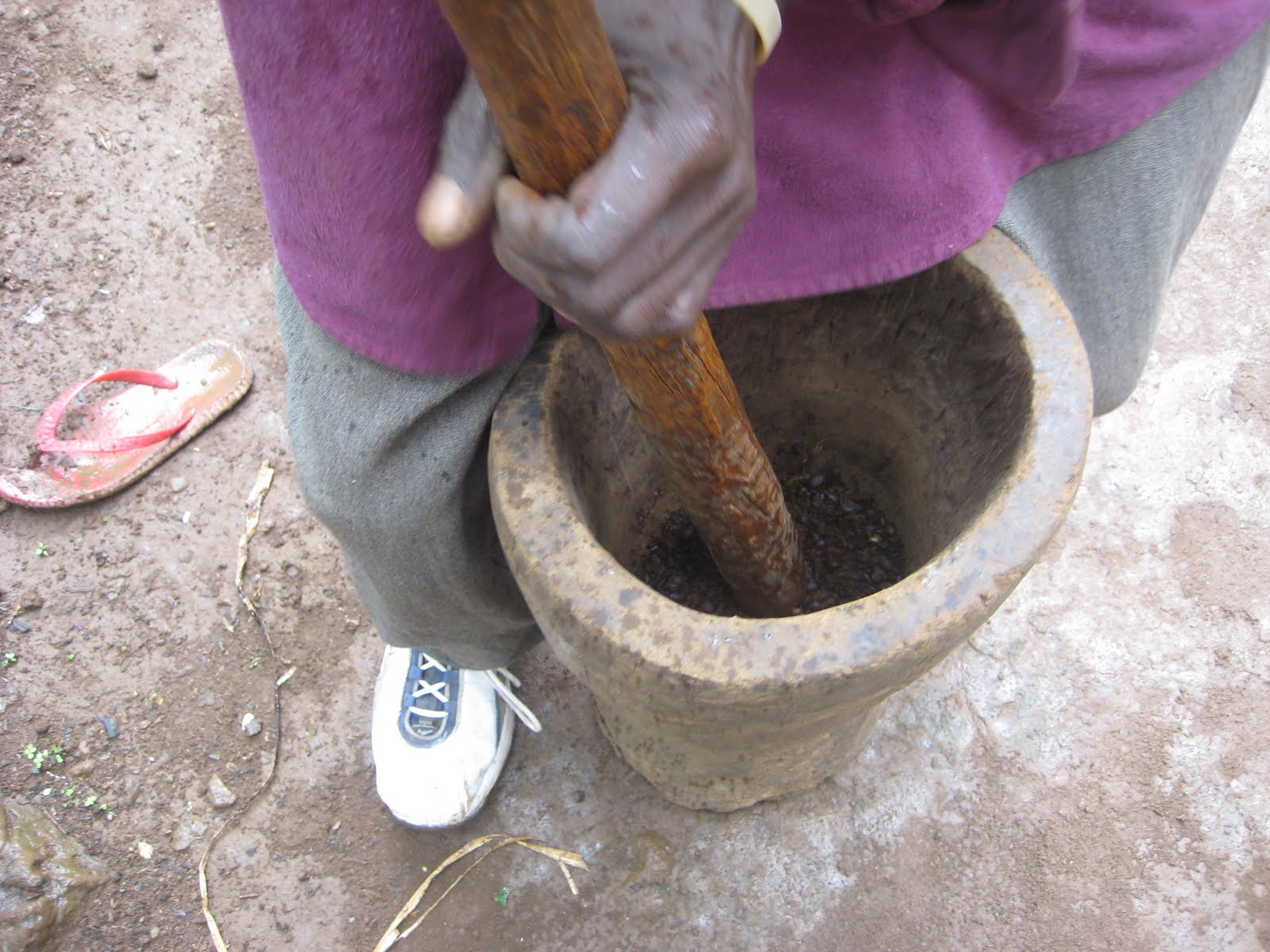
Agriculteur broyant des grains de café. 90 % des producteurs de café dans le pays sont de petits agriculteurs.

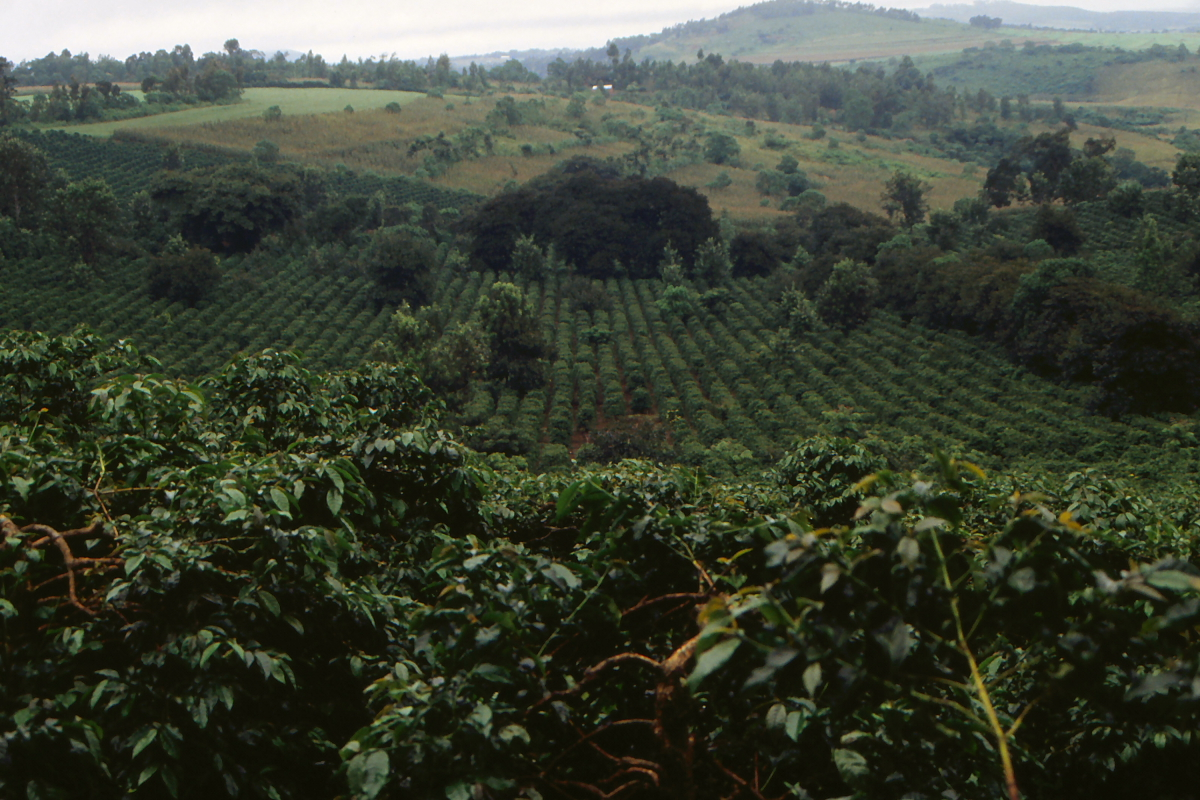
Plantation de café dans le district de Karatu, région d'Arusha.

### Histoire ancienne
Le café est introduit dans la région depuis l'Éthiopie au XVIe siècle. Le café n'y est pas vraiment traité, mais est utilisé comme stimulant. Selon les sources orales, le peuple Haya, présent dans le nord-ouest de la Tanzanie dans ce qui est de nos jours la région de Kagera, était le seul à utiliser les fèves. Il faisait bouillir les grains de Robusta et les faisait cuire à la vapeur avec des herbes diverses ; le mélange obtenu servait de stimulant. Les Haya utilisaient également les grains de café comme une forme de monnaie. La culture des fèves était contrôlée par les chefs de tribus.

### Le café pendant la colonisation
La colonisation allemande à la fin du XIXe siècle change le mode de culture dans la région. Les Allemands adoptent différentes lois qui réduisent le contrôle des chefs de tribu et les graines de café sont rendues largement disponibles. Les Haya sont contraints à cultiver d'autres produits tels les bananes et les ananas et subissent des pressions pour cultiver la nouvelle variante Arabica introduite par les Allemands. Ailleurs, les Allemands introduisent la culture du café dans le nord de la région du Kilimandjaro et à Tanga. En raison de l'abolition de l'esclavage, les chefs des tribus qui pratiquaient le commerce, tels les Chagga, se consacrent entièrement à cultiver le café.
Après la première Guerre mondiale, lorsque les Britanniques gouvernent le Tanganyika, ils accélèrent l'implantation de la caféiculture et mettent en place diverses lois agraires. Les Britanniques font cependant face à la résistance du peuple Haya et la production de café dans la région nord-ouest stagne. Les Chagga, qui n'étaient historiquement pas des cultivateurs de café, continuent la production et, en 1925, exportent 6 000 tonnes de café pour une valeur de 1,2 million de dollars. Avec l'expansion du chemin de fer dans le pays, les Britanniques élargissent leur réseau de producteurs de café. En 1925, la KNPA, Kilimanjaro Native Planters’ Association (« Association des planteurs indigènes du Kilimandjaro ») est formée et devient la première des nombreuses coopératives de producteurs du pays, instituées pour aider les agriculteurs à obtenir le meilleur prix pour leurs productions.

### Après l'indépendance
Après l'indépendance, le gouvernement socialiste de Tanzanie espère beaucoup de la culture du café et aspire à doubler la production agricole. Des programmes divers sont mis en place et des prêts consentis afin d'augmenter la production. De vastes domaines gouvernementaux sont créés dans la partie sud du pays, notamment dans les districts de Mbozi et Mbinga. Le gouvernement étend l'expérience des coopératives dans les zones qui n'en avaient pas auparavant. La plupart des coopératives échouent cependant et les mouvements de population consécutifs à l'Ujamaa (la politique du président Julius Nyerere) au début des années 1970 entravent la production. Avant 1976, tout le café était vendu par deux coopératives, l'une à Moshi pour l'arabica et l'autre à Bukoba pour le Robusta avant d'être vendu aux enchères au marché du café de Moshi. En 1977, toutes les unions de coopératives sont dissoutes et le gouvernement mandate la Coffee Authority of Tanzania. La production de café dans le pays souffre considérablement des grandes interventions de l'État et du coût élevé de la production.
Au début des années 1990, la réforme qui privatise l'industrie augmente considérablement l'efficacité du système. Le TCB, Tanzanian Coffee Board (« Conseil tanzanien du café »), accorde à nouveau des permis et des licences et la culture et la vente du café sont désormais indépendantes de l'État. Le TCB est cependant responsable du classement des fèves et est l'opérateur du marché aux enchères de Moshi.

## Classement et vente

### Classement

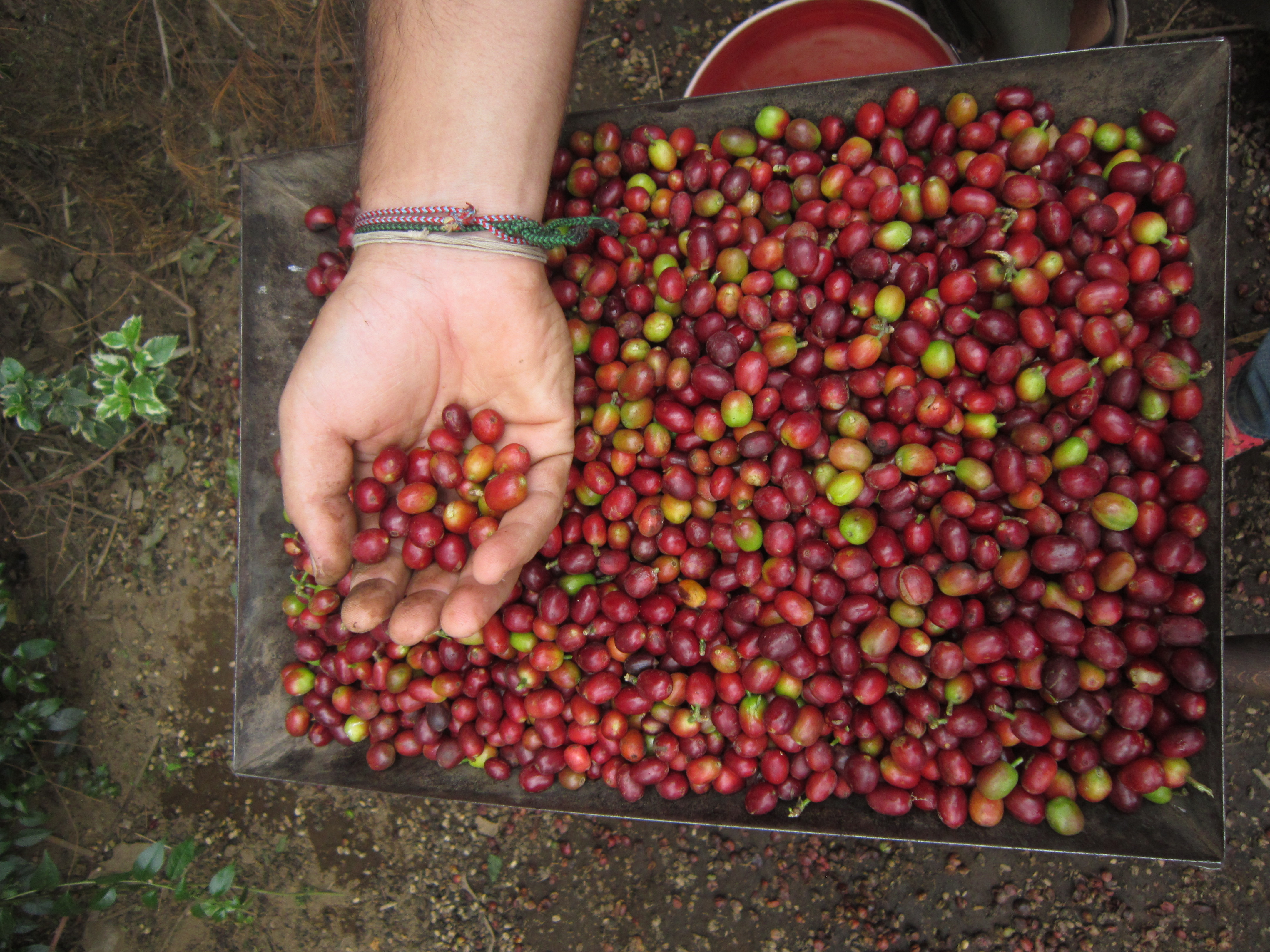
Grains de café rouges.

En raison du passé colonial du pays, la Tanzanie a opté pour la nomenclature britannique de classement du café, faite selon la forme, la taille et la densité des grains. Les nuances sont AA, A, B, PB, C, E, F, AF, TT, UG et TEX.

### Marché
Il y a trois façons pour un agriculteur de vendre son produit. Le marché intérieur est celui où le produit est vendu à un prix décidé directement par l'agriculteur, il peut aussi s'adresser directement aux acheteurs privés, ou bien passer par des groupements ou coopératives de producteurs. Cette dernière pratique est la plus courante pour les petits agriculteurs en raison de la faiblesse des rendements par agriculteur. Une fois que les acheteurs privés et les coopératives ont reçu une quantité importante de produit, ils peuvent vendre leurs marchandises au marché de Moshi ou bien l'exporter directement. Les producteurs de haut rang sont autorisés à ne pas utiliser le marché aux enchères et peuvent vendre leur café directement à l'étranger, aux torréfacteurs. Cette politique a été mise en place par le Tanzanian Coffee Board pour permettre aux agriculteurs et aux entreprises locales de construire une relation à long terme avec les acheteurs internationaux.

#### Bourse au café de Moshi
La bourse au café de Moshi, dans la région du Kilimandjaro, assure une vente aux enchères hebdomadaire, tous les jeudis, durant les 9 mois que dure la saison. Les exportateurs détenteurs d'une licence d'exportation  se fournissent de cette manière ; il n'y a pas de limites à la quantité que peut se procurer un acheteur donné. Voici, ci-dessous, un exemple des prix d'un sac de 50 kg de café lors de la vente du 15 janvier 2015 :
| Mild Coffee - AA - 192,01 $ - A - 185,19 $ - AB - 194,45 $ - B - 183,67 $ - PB - 186,99 $ - C - 186,00 $ | Hard Coffee - Robusta Organic - 98,00 $ - Robusta Screen 18 - 104,20 $ - Robusta Superior - 95,00 $ - Robusta FAQ - 83,60 $ Unwashed Arabica - Arabica FAQ - 172,94 $ |

## Production

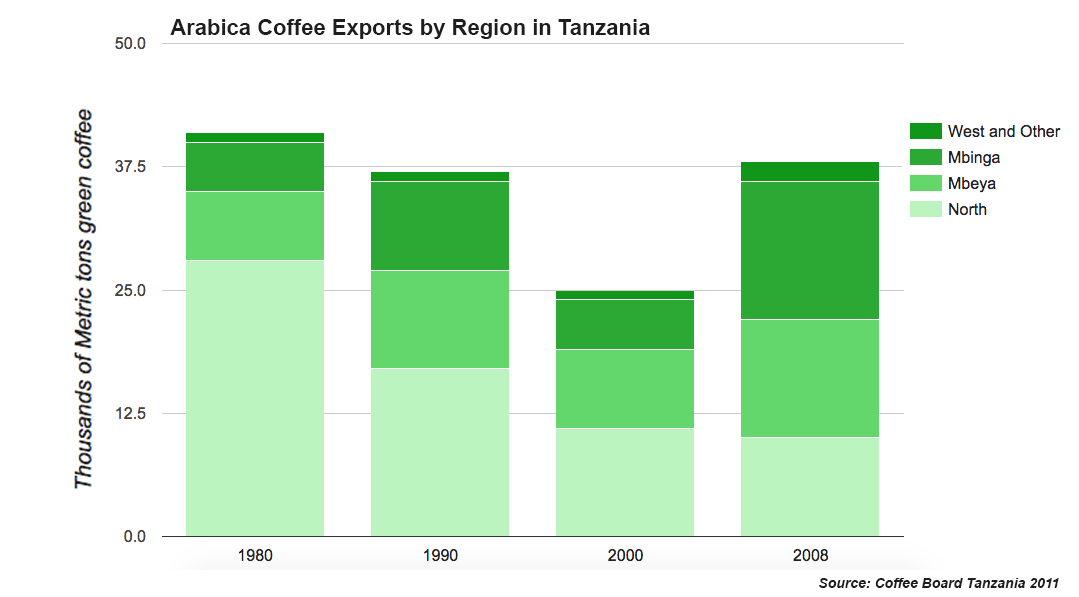
Exportation de café Arabica par zone de production.

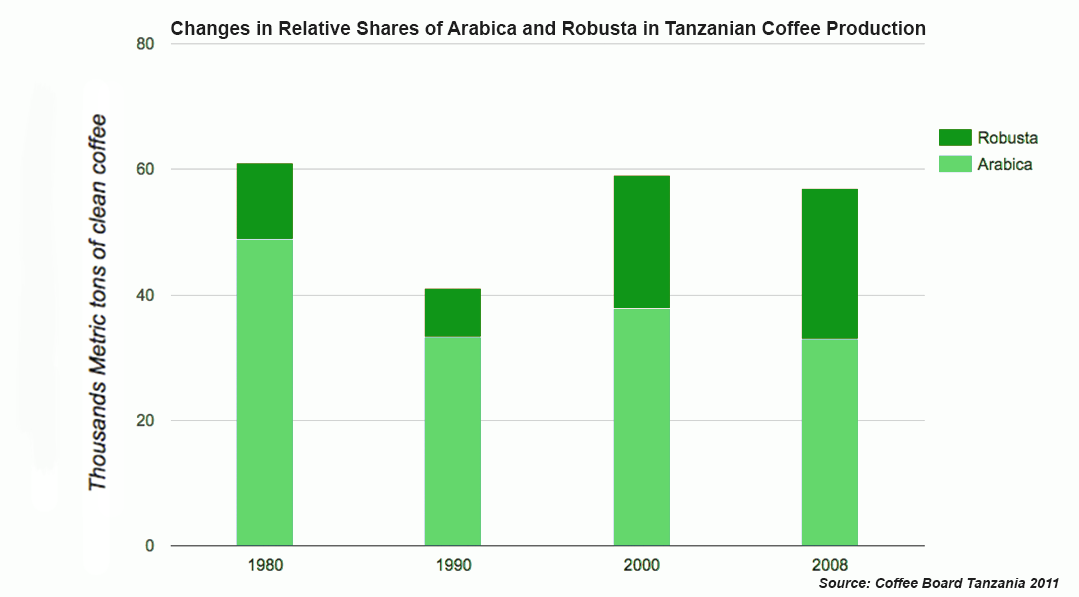
Total de la production de café par variété en Tanzanie.

L'économie tanzanienne est fortement basée sur l'agriculture, qui fournit 24 % du produit intérieur brut national. En 2014, le café a représenté 3,3 % des exportations de la Tanzanie, pour un montant de 186 millions de dollars. Plus de 90 % de la production du pays provient de petits agriculteurs. Le café fournit de l'emploi à 400 000 familles et concerne directement plus de 2,4 millions de personnes. Le café est la deuxième exportation du pays en valeur après le tabac. Les principaux acheteurs de café tanzanien sont le Japon (22 %), l'Italie (19 %) et les États-Unis (12 %). L'Allemagne était le plus grand acheteur de café tanzanien mais grâce à un marketing accru et un meilleur contrôle de la qualité, le Japon et les États-Unis ont commencé à acheter la majeure partie des exportations.
Le Tanzanian Coffee Board a œuvré à améliorer l'image de marque du café tanzanien. La plupart des pays acheteurs le mélange avec d'autres productions, ce qui lui fait perdre de la valeur sur le marché international. Néanmoins, au Japon, le café tanzanien a réussi à implanter une marque appelée Kilimanjaro café. En 1991, le conseil du commerce équitable du Japon a décidé que tout le café tanzanien pouvait adopter le label Kilimandjaro café, quelle que soit la région effective de production. En outre, tout mélange contenant 30 % ou plus de grains tanzaniens peut également utiliser le label. Ce grand pas en avant sur le marché japonais a provoqué une appréciation de la valeur du café tanzanien dans le pays et, aujourd'hui, le Japon en est le premier importateur.
La consommation locale de café est presque aussi importante que le volume des exportations. En raison de la pauvreté dans le pays, le café est plus cher que le thé et la population consomme plus de thé. Cependant, dans les années récentes, la consommation locale de café est passée de 2 % de la production en 2003 à 7 % en 2014.

## Tanzania Coffee Research Institute
Le Tanzania Coffee Research Institute (« Institut de recherche sur le café en Tanzanie »), a été fondé en 2000 par le gouvernement en tant que société à but non lucratif et a commencé ses opérations en septembre 2001. L'institut appartient principalement à l'État et d'autres membres de la communauté du café possèdent une participation dans la société ; elle est financée par le gouvernement, des bailleurs de fonds et par la vente de matériels et outils agricoles. En raison de la baisse de la production de café en Tanzanie depuis les années 1990, l'institut est chargé de rajeunir l'industrie du café dans le pays et d'aider à augmenter les recettes provenant des exportations. L'institut fournit un service au millier d'agriculteurs industriels et assure la formation des paysans aux meilleures pratiques agricoles.